# Chilton Chine
 (mars 2022).
Si vous disposez d'ouvrages ou d'articles de référence ou si vous connaissez des sites web de qualité traitant du thème abordé ici, merci de compléter l'article en donnant les références utiles à sa vérifiabilité et en les liant à la section « Notes et références ».
Chilton Chine est une caractéristique géologique de mudstones rouges sur la côte sud-ouest de l'île de Wight, en Angleterre. Elle se trouve à l'ouest du village de Brighstone. Il s'agit d'un petit ravin côtier, l'un des nombreux ravins de l'île créés par l'érosion fluviale des roches tendres du Crétacé. Il est fournisseur d'empreintes et de fossiles de dinosaures (Ceratosuchops, Riparovenator),.

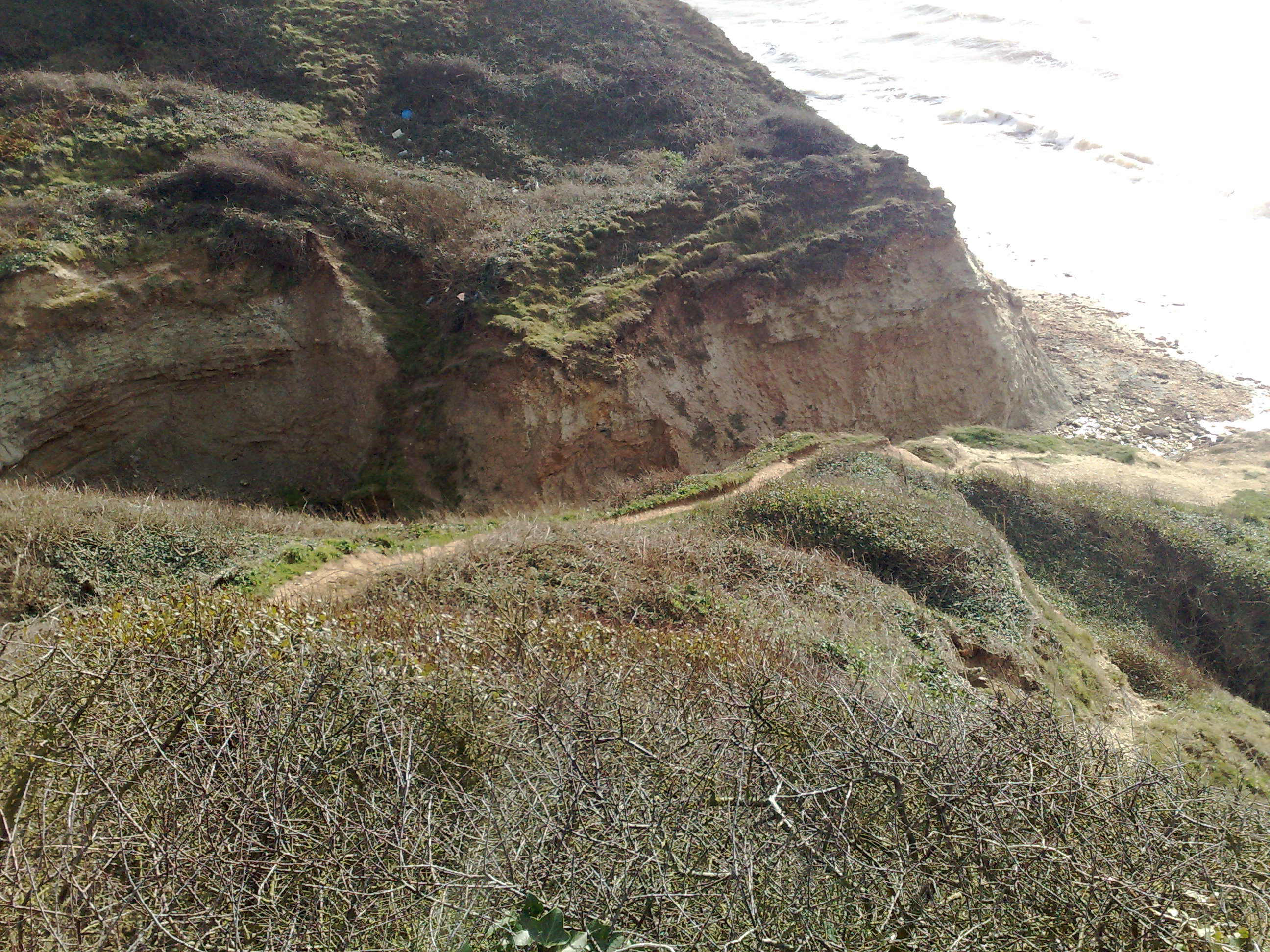
Chilton Chine

Il s'étend du hameau de Chilton Green jusqu'à la route militaire A3055 (en) où il passe sous la route et continue sur environ 200 m jusqu'à la plage de Brighstone Bay. Les côtés du ravin sont assez peu profonds et permettent la croissance de buissons rustiques, de broussailles et d'herbes rugueuses.
Le ravin draine l'eau des terres agricoles principalement plates qui entourent Chilton Green. D'importants fossiles ont été trouvés dans ce ravin.
À l'est du Chilton Chine se trouve le Isle of Wight Pearl Centre, une attraction touristique qui surplombe le ravin,,.
Le sentier côtier de l'île de Wight (en) suit le sommet du ravin depuis le bord de la falaise jusqu'au parking à côté de l'A3055,.